# Конфетти

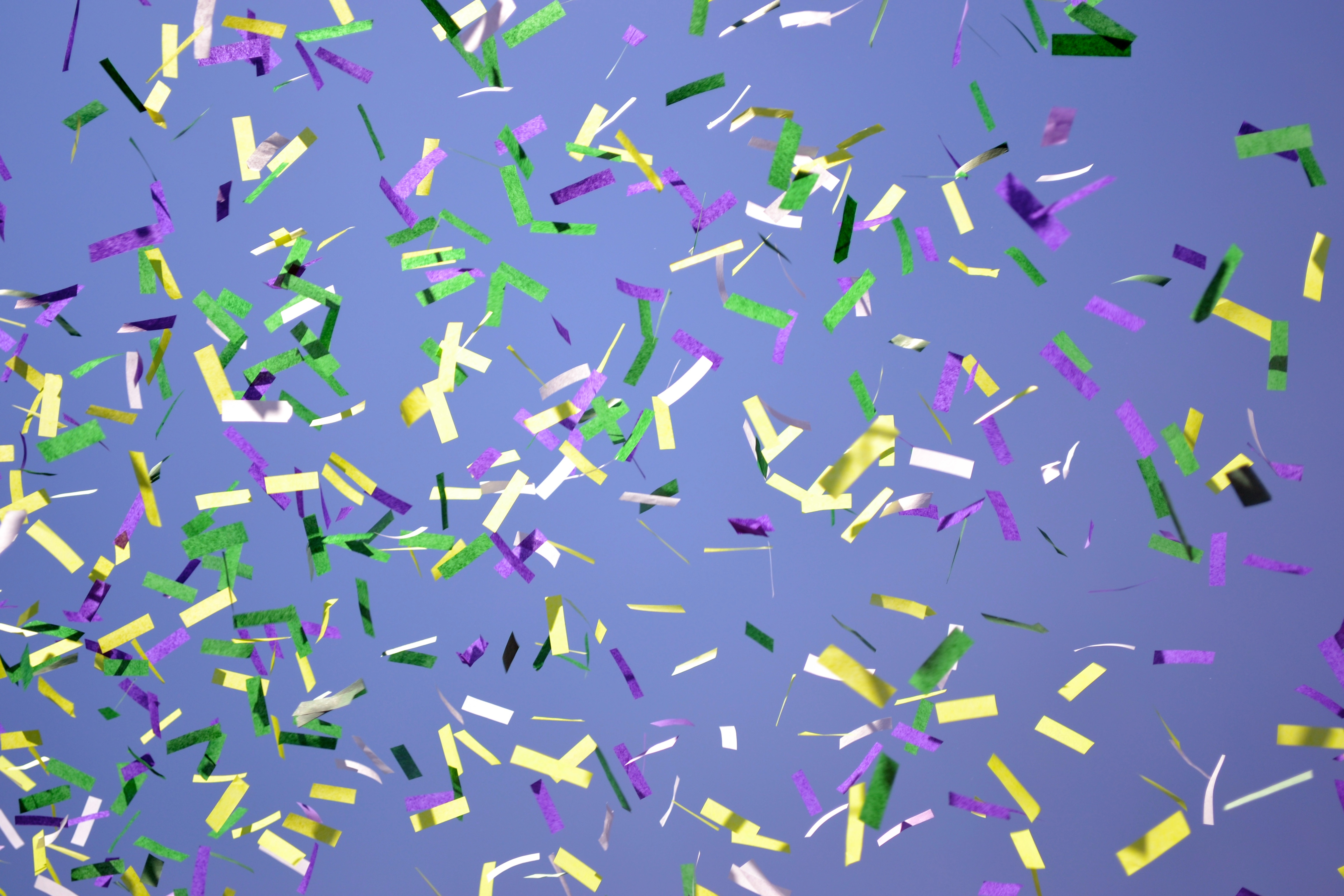
Дождь из конфетти

Конфетти́ (итал. confetti) — это мелкие разноцветные кусочки бумаги или другого материала, атрибут праздников, в основном, балов, карнавалов, триумфальных шествий, но также дней рождения и свадебных торжеств. Конфетти осыпают друг друга участники празднеств или его сбрасывают сверху.

## Этимология и история

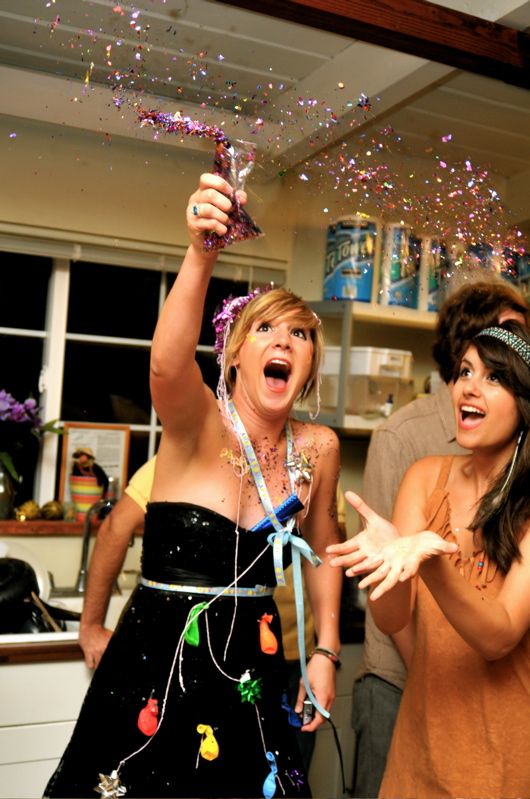
Конфетти на вечеринке

Образовано из множественного числа итальянского confetto — «конфета». Восходит к римской традиции: во время карнавала участники бросали друг в друга маленькими конфетами. Позднее вместо конфет стали использовать их заменители — цветные бумажки.
В Италии слово «конфетти» первоначально обозначало всякого рода поделки из сахара (обсахаренный миндаль, орех и тому подобное), которые население бросало из окон, с балконов во время уличных шествий и карнавалов; позднее конфетти — гипсовые шарики и подобное, применявшиеся для той же цели. В большей части городов Италии перебрасывание гипсовыми шариками запрещено полицией.
Во время встречи 1884 года хозяин парижского кафе «Казино де Пари» осыпал гостей цветными шариками из мела: это было первым документально зафиксированным применением «мелового» конфетти. Конфетти из цветной бумаги изобрёл тот же владелец «Казино де Пари».
В настоящее время конфетти — чаще всего разноцветные бумажные кружочки, которыми осыпают друг друга на балах, маскарадах. Существуют пневматические хлопушки, серпантин или конфетти из которых вылетают взрывом за счёт образования газа в корпусе хлопушки.
Во многих культурах существовала и бытует традиция обсыпания молодожёнов рисом, зерном, конфетами, монетками, цветами с пожеланиями достатка и плодовитости. В русской свадебной традиции молодожёнов обсыпали хмелем и зерном. В настоящее время в ряде стран вводится запрет на осыпание рисом, который привлекает большое количество пернатых. В 2005 году, после того как в Азии случилась эпидемия атипичной пневмонии, в Гонконге ввели запрет на подкорм голубей как возможных её разносчиков.
Сегодня взамен зёрен и бумажных конфетти на торжественных церемониях часто используют конфетти из фольги или металлизированного полипропилена в форме сердечек, звёздочек, кружочков, полосок, также мыльные пузыри, живые или замороженные лепестки цветов.

## Получение
На рубеже веков конфетти резалось машинным способом из разноцветной папиросной бумаги, в виде маленьких кружочков.
В наши дни конфетти получают в основном как отход от перфорации в бумажной промышленности. Специальные виды конфетти, например, для дождя из конфетти, который держится в воздухе до 10 раз дольше обычного бумажного, выпускаются из шёлковой бумаги или тонкой плёнки.